# Samuele Ceccarelli
Samuele Ceccarelli (né le 9 janvier 2000 à Massa) est un athlète italien, spécialiste des épreuves de sprint.

## Biographie
Il se révèle en février 2023 en battant son compatriote Marcell Jacobs en finale du 60 mètres des championnats d'Italie en salle à Ancone, décrochant à cette occasion son premier titre national dans le temps de 6 s 54.
Moins d'un mois plus tard, en demi-finale des championnats d'Europe en salle, à Istanbul, il établit la meilleure performance européenne de l'année et signe un nouveau record personnel en 6 s 47. Il s'impose quelques heures plus tard en finale en 6 s 48 en devançant une nouvelle fois Marcell Jacobs.

## Palmarès

### International
| Date | Compétition                    | Lieu     | Résultat | Épreuve   | Marque  |
| ---- | ------------------------------ | -------- | -------- | --------- | ------- |
| 2023 | Championnats d'Europe en salle | Istanbul | 1er      | 60 m      | 6 s 48  |
| 2023 | Jeux européens                 | Chorzów  | 1er      | 100 m     | 10 s 13 |
| 2023 | Jeux européens                 | Chorzów  | 2e       | 4 × 100 m | 38 s 47 |

### National
- Championnats d'Italie d'athlétisme en salle :
  - 60 m : vainqueur en 2023

## Records

### Records personnels
| Épreuve | Temps   | Lieu             | Date                     |
| ------- | ------- | ---------------- | ------------------------ |
| 100 m   | 10 s 13 | Florence Chorzow | 2 juin 2023 23 juin 2023 |
| 60 m    | 6 s 47  | Istanbul         | 4 mars 2023              |